# Alter Kämpfer

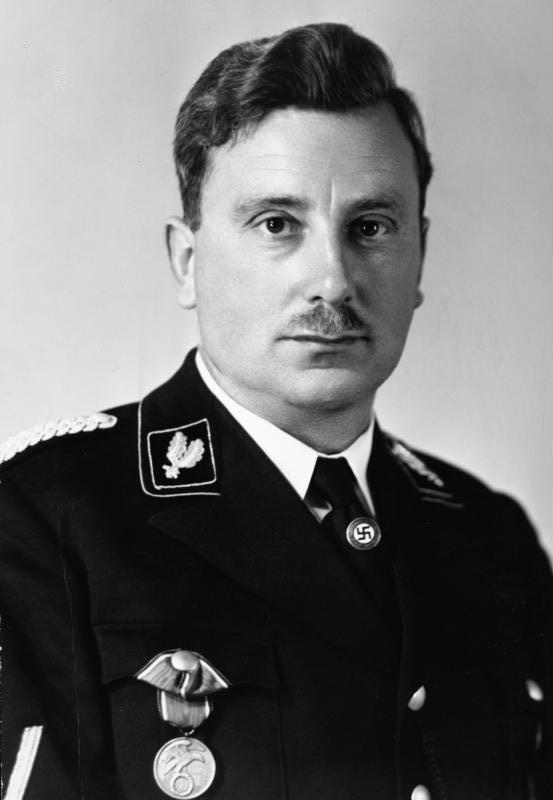
Emil Maurice, luciendo la Placa Dorada del NSDAP en la corbata, la medalla de la Orden de la sangre en el bolsillo derecho y el Cabrio de Honor en la manga derecha.

Alter Kämpfer (en alemán «viejo combatiente», plural: Alte Kämpfer, «vieja guardia») era un término utilizado en el partido nazi para referirse a los primeros miembros del partido, por ejemplo, aquellos que se incorporaron antes de su llegada al poder en Alemania el 30 de enero de 1933, especialmente los procedentes de los primeros años de fundación, entre 1919 y 1923. Como «vieja guardia» con probada dedicación al movimiento en el llamado Kampfzeit («periodo de lucha») de 1925-1933, fueron distinguidos de los nuevos miembros del partido, que se unieron cuando ya se alzaban con el poder, quizás por oportunismo. Se instituyeron tres condecoraciones para esta distinción:
- El Cabrio de honor de la vieja guardia, otorgado a los miembros del partido u organizaciones afiliadas antes del 30 de enero de 1933.
- La Placa Dorada del Partido, otorgada a los primeros 100.000 miembros del partido.[4]
- La Orden de la sangre, para aquellos que participaran en el fallido Putsch de Múnich de 1923.

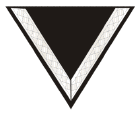
Cabrio de Honor
Placa Dorada del Partido Nacionalsocialista Obrero Alemán.
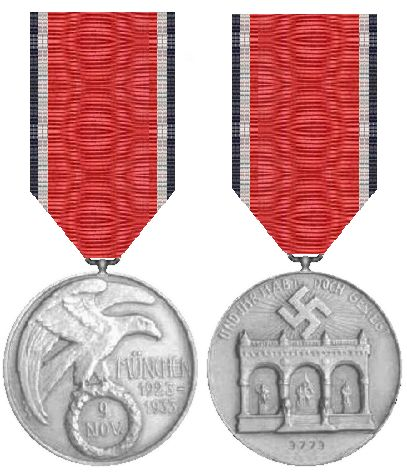
Orden de la sangre.